# Motorsport-Magazin
Das Motorsport-Magazin ist eine deutsch-österreichische Motorsport-Zeitschrift, die im Verlag der adrivo GmbH im Rhythmus von zwei Monaten erscheint. 

Logo von Motorsport-Magazin

## Geschichte
Die erste Ausgabe des Motorsport-Magazins erschien am 9. März 2009 mit einem Umfang von 140 Seiten. Seit der vierten Ausgabe beträgt der Umfang des auf Hochglanzpapier gedruckten Magazins 116 Seiten.

## Inhalt und Verbreitung
Für die inhaltliche Ausrichtung zeigt sich von Anfang an Chefredakteur Stephan Heublein verantwortlich, insgesamt besteht die Redaktion aus 20 Motorsport-Journalisten. Im Fokus stehen die Rennserien Formel 1, MotoGP, Formel E und DTM, über die in Form von Hintergrundartikeln und Interviews berichtet wird. Das Motorsport-Magazin ist im gesamten deutschen Sprachraum sowohl im Abo als auch im Einzelverkauf erhältlich.

## Motorsport-Magazin.com
Neben der Printausgabe betreibt die Motorsport-Magazin.com GmbH die Website Motorsport-Magazin.com, die sich mit tagesaktueller Motorsport-Berichterstattung beschäftigt. Die Seite zählt zu den reichweitenstärksten Motorsport-Portalen im deutschsprachigen Raum und wird durch die Arbeitsgemeinschaft Online Forschung (AGOF) geprüft.
Gegründet wurde Motorsport-Magazin.com 1997 als F1 Power, ab 2001 war die Website als f1welt.com bekannt. Zum 1. Januar 2005 erweiterte das Team die Berichterstattung von der Formel 1 auf den gesamten Motorsport und benannte ihren Online-Auftritt in der Folge in adrivo.com (Kunstbegriff rund um das englische Wort „drive“) um. Im Jahr 2009 erfolgte die Umbenennung auf den heutigen Namen, den später auch das Printmagazin übernahm.
Seit 2014 produziert das Motorsport-Magazin auch eigene Bewegtbildformate für seine Website und den eigenen YouTube-Kanal.